# Bobby Pandour

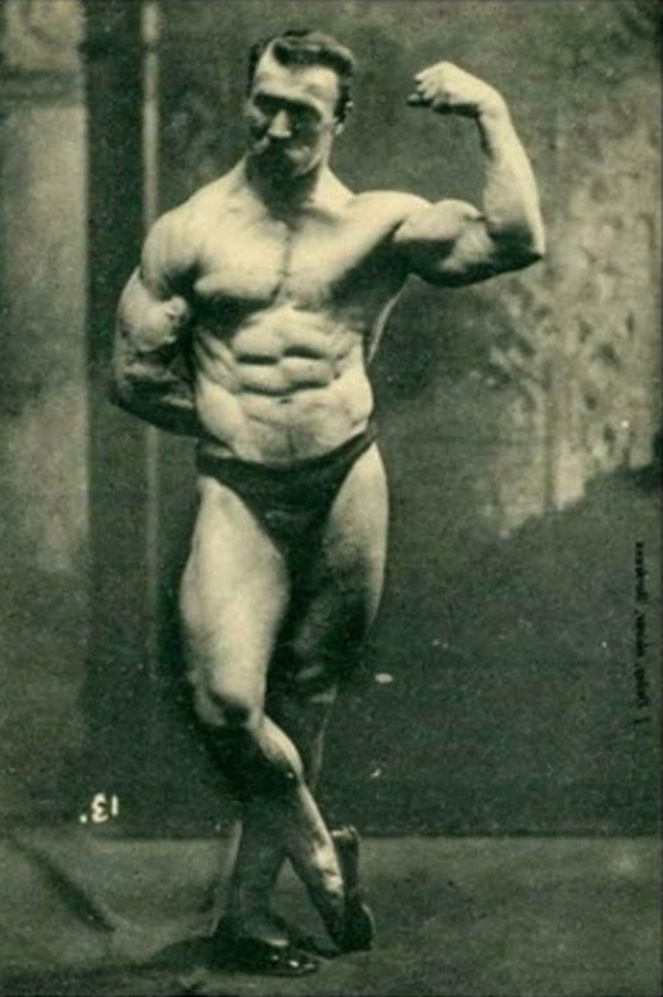
Bobby Pandour

Bobby Pandour (* 1876 in Polen als Władysław Kucharczyk; † 1920) war ein Vorreiter des Bodybuildings.

## Leben
Władysław und sein Bruder Ludwik waren Turnmeister. Sie beschlossen, ihr Glück im Ausland zu versuchen. Während ihrer Reisen durch Europa trafen die Brüder auf Ludwig Durlacher, einen Förderer, Trainer und Liebhaber von Kraftsportarten. Er riet Władysław zu einem Pdeudonym und verhalf ihm zu einer internationalen Karriere.
Sein Vorteil war seine muskulöse und ästhetische Figur. Dank ihr wurde er oft von Malern, Bildhauern und Fotografen als Modell engagiert. Der Vorteil von Bobby Pandour war seine Ähnlichkeit mit Eugene Sandow. Nicht jeder konnte es sich leisten, einen zunehmend geschätzten Bodybuilder zu beschäftigen, der sich auf dem Höhepunkt seines Ruhms befand, weshalb Pandour oft an dessen Stelle eingestellt wurde.

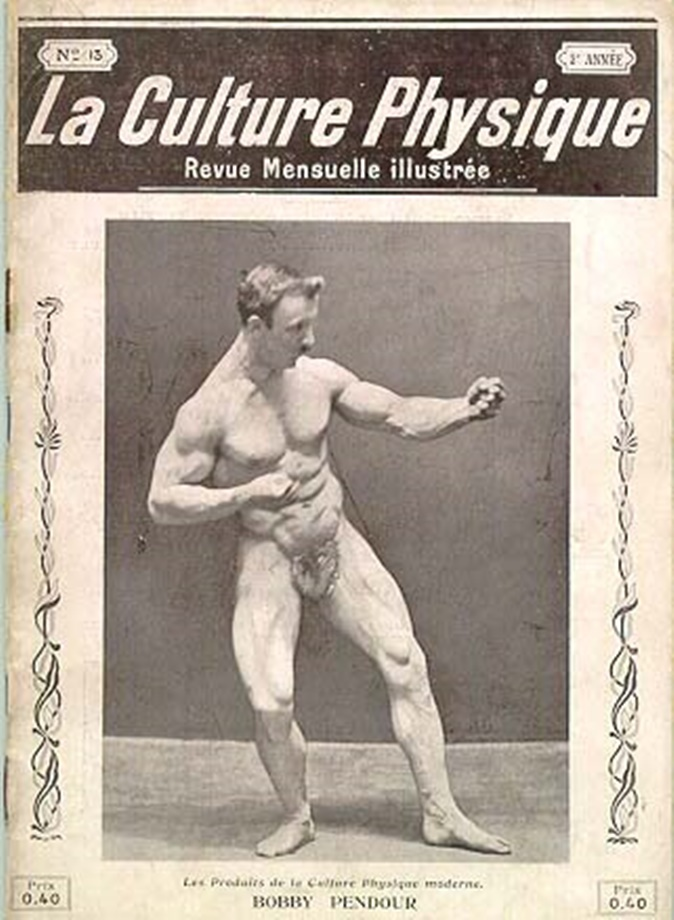
Titelblatt von La Culture Physique im Jahr 1905.

Seine Fotos erschienen in beliebten Magazinen für starke Männer, z. B. „Health & Strength“ und „La Coulture Physique“. Er und sein Bruder veranstalteten ständig Turnshows. Ihre Spezialität waren sogenannte „Pyramiden“ oder Stunts auf einer Bar. Sie reisten 1907 durch die USA. Bis zur unglücklichen Show 1915 in Cincinnati, bei der Bobby eine schwere Verletzung erlitt. Nach diesem Vorfall entschloss er sich, seine Bühnenkarriere zu beenden. Es gelang ihm nie, seine volle Kraft wiederzugewinnen.
In Amerika lernte Bobby seine Frau kennen. Er ließ sich in New York nieder, wo er jung verstarb.

## Trainingsmethode
Das Gewicht von Pandour lag bei ca. 72–73 kg bei einer Größe von 168 cm. Es mag überraschend sein, dass Pandour während seines Trainings keine schweren Gewichte benutzte. Es wurde auf Gewichte von mehreren Kilogramm und kontrollierte Muskelspannung beschränkt. Für den Muskelaufbau war auch intensives Gymnastiktraining wichtig. Beim Betrachten von Fotos des Bodybuilders fällt vor allem seine gut entwickelte Beinmuskulatur auf, die er gezielt trainierte.